# Зезере
Зе́зере (порт. Zêzere; МФА: [ˈze.zɨ.ɾɨ]) — річка в Португалії. Притока річки Таг (Тежу), складова її річкової системи. Довжина — 248 км. Площа басейну — 5043 км².  Притоки — Ішна, Набан і Уняйш .

## Назва
- Зе́зере (порт. Zêzere, МФА: [ˈze.zɨ.ɾɨ], [зе́зиерие]) — сучасна португальська назва.
- Озеза́р (ст.-порт. і лат. Ozezar) — старопортугальська назва[2].
- Озеца́р, або Озека́р (лат. Ozecarus) — стара латинська назва[3].

## Притоки
- Алге, струмок
- Безелга, річка
- Інгіаш, струмок
- Ішна, річка
- Кортеш, струмок
- Меймоа, струмок
- Набан, річка
- Пампілюш, струмок
- Сертан, струмок

## Географія
Впадає у річку Таг на межі муніципалітетів Конштансія і Віла-Нова-да-Баркіня.

## Поселення
Зезере протікає через такі муніципалітети:
- Конштансія

На річці Зезере розташовані такі поселення:
- Barco
- Boidobra
- Orjais
- Ourondo
- Peso
- Teixoso
- Coutada
- Alcaria
- Barroca
- Bogas de Baixo
- Janeiro de Cima
- Silvares
- Álvaro
- Cambas
- Cernache do Bonjardim
- Palhais
- Pedrógão Pequeno
- Dornelas do Zêzere
- Janeiro de Baixo
- Valhelhas
- Vale de Amoreira
- Sameiro
- Manteigas (Santa Maria)
- Manteigas (São Pedro)
- Bairradas
- Pedrógão Grande
- Martinchel
- Constância
- Dornes
- Ferreira do Zêzere
- Asseiceira
- Olalhas
- São Pedro de Tomar
- Praia do Ribatejo

Каскад ГЕС
На річці розташовано  ГЕС Bouçã, ГЕС Кастело до Боде.

## Галерея

Карта
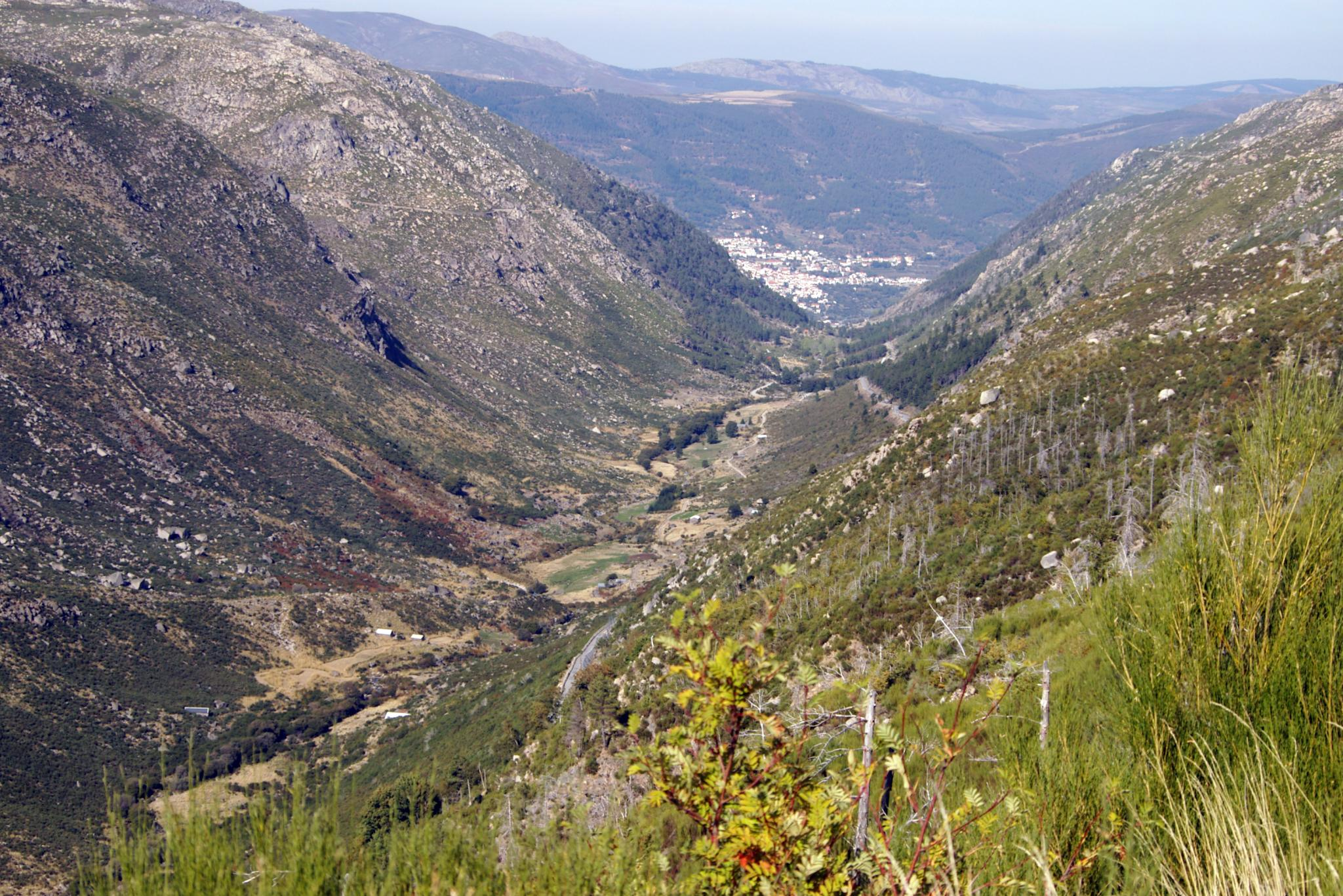
Верхів'я
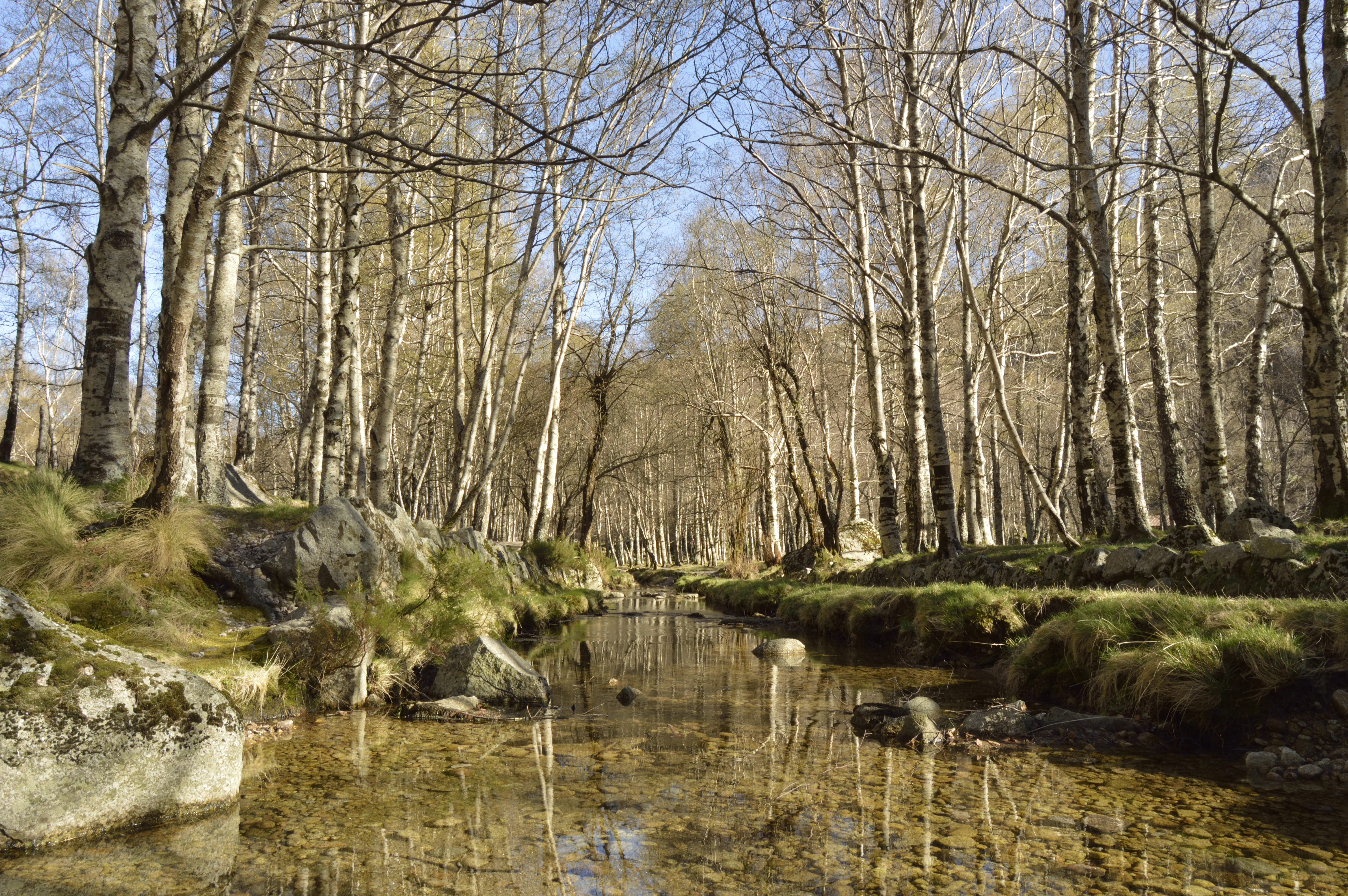
Верхів'я
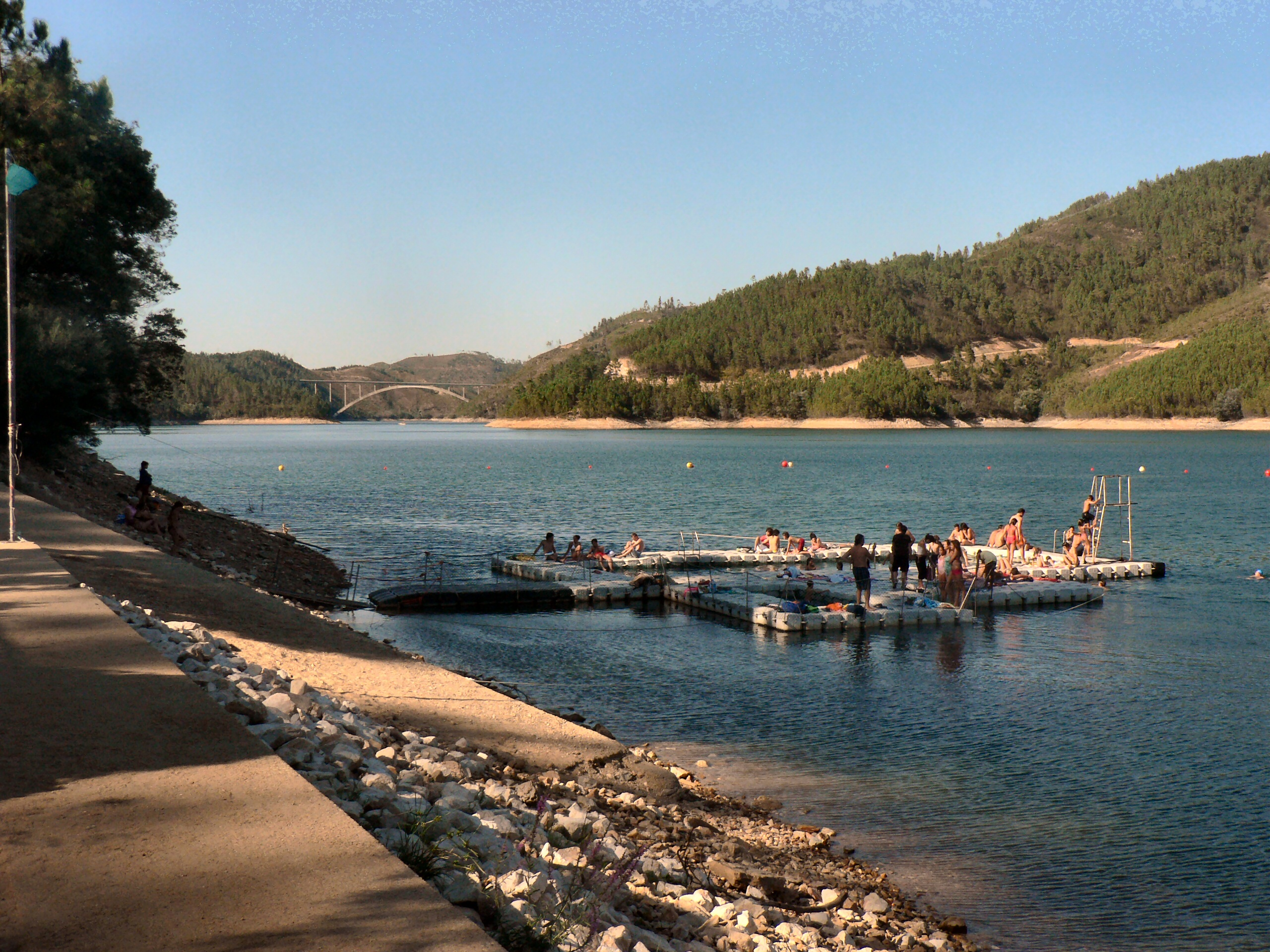
Низів'я